# U-571 (filme)
U-571 é um filme franco-estadunidense de 2000, escrito e dirigido por Jonathan Mostow.

## Sinopse
Este filme conta a história do submarino alemão que passa por problemas no Atlântico Norte. Devido a isso, pedem ajuda a outro submarino alemão, tendo a comunicação interceptada pelos Aliados. O submarino americano S-33, do comandante Dahlgren, se passa por alemão para capturarem a máquina alemã de criptografia Enigma, que está a bordo do submarino avariado.
O submarino americano é explodido pelo submarino alemão que socorreria o outro avariado. Desta forma os tripulantes americanos que estavam a bordo do submarino avariado tiveram que permanecer nele e seguir para a costa inglesa. Mas no caminho encontram um destróier alemão, que tem sua estação de rádio explodida pelos americanos. O submarino mergulha e o destróier começa a lançar cargas de profundidade, que danificam o submarino.
O capitão do u-boat resolve descer a 200 metros de profundidade, onde a pressão é tão grande que danifica o casco do submarino. A única chance do u-boat é destruir o navio é usando um torpedo localizado na parte de trás do submarino e que está sem pressão para ser lançado. Um marinheiro tenta restabelecer a pressão e consegue, mas morre. O submarino explode o navio, mas o u-boat afunda. Os sobreviventes se abrigam em um bote.

## Elenco
- Matthew McConaughey como Tyler
- Harvey Keitel como "Chefe"
- Bill Paxton como Comandante Dahlgren
- Jon Bon Jovi como Emmet
- Jake Weber como Hirsch
- David Keith como Coonan, inteligência naval
- T.C. Carson como Eddie
- Jack Noseworthy como Wentz, telegrafista
- Thomas Guiry como Trigger
- Thomas Kretschmann como comandante do submarino alemão
- Matthew Settle como Larson
- Erik Palladino como Mazzola
- Dave Power como Tank
- Will Estes como Rabbit
- Derk Cheetwood como Griggs

## Produção
Na vida real, entretanto o U-571 foi afundado por um avião aliado em 28 de janeiro de 1944. O enredo do filme é baseado na história de outro submarino, o U-110, que foi capturado pelos ingleses em 9 de maio de 1941, o que permitiu aos ingleses terem acesso ao Enigma, máquina de criptografia alemã.
O filme foi gravado no mar Mediterrâneo com apoio da Marinha Italiana.
O filme obteve o Oscar de melhor edição de som de 2000.